# Oreneta de manglar
L'oreneta de manglar (Tachycineta albilinea) és una espècie d'ocell de la família dels hirundínids (Hirundinidae). Es troba a Mèxic i altres països d'Amèrica Central. Habita els manglars, els herbassars tropicals i subtropicals inundables, les terres de pastures, les zones humides, a més dels llacs, els cursos d'aigua, la zona litoral, incloents platges, penyasegats i zones de marees. El seu estat de conservació es considera de risc mínim.